# 4386 Lüst
4386 Lüst è un asteroide della fascia principale. Scoperto nel 1960, presenta un'orbita caratterizzata da un semiasse maggiore pari a 3,1553459 UA e da un'eccentricità di 0,1995935, inclinata di 11,42201° rispetto all'eclittica.